# Sóstis
Sóstis, en grec moderne : Σώστης, est un village et un ancien dème du district régional de Rhodope, en Macédoine-Orientale-et-Thrace, Grèce. Depuis 2010, dans le cadre du programme Kallikratis, le dème est fusionné au sein du dème d'Íasmos.
Selon le recensement de 2021, la population de l'ancien dème devenu district municipal s'élève à 5 521 habitants tandis que celle du village compte 632 habitants.